# Club Juventud La Joya
El Juventud La Joya fue un club de fútbol peruano, del distrito de Chancay en el Departamento de Lima. Fue el único equipo del distrito que logró ascender a la Primera División del Perú.

## Historia
El club Juventud La Joya, se fundó el 30 de agosto de 1971 en Chancay. En ese mismo año, se afilió a la Tercera División de Chancay que posteriormente fue campeón. Al siguiente año, el club logró ser campeón en la Segunda Distrital de Chancay y ascendió  a la Primera División de Chancay para 1973. Luego en 1982, fue campeón de la Primera División de Chancay, de la Liga Provincial de Huaral y de la Departamental de Lima. Sin embargo, fue eliminado durante le proceso de la Copa Perú del mismo año.
Para la Temporada de 1982, Juventud La Joya logró el campeonato de la Primera División de Chancay, la Liga Provincial de Huaral y el campeonato de la Departamental de Lima. Posteriormente logró seguir escalando hasta la liguilla final de la Copa Perú 1983, donde se posicionó en el cuarto puesto. 
Gracias a la campaña realizada, el club fue invitado a participar a la Segunda División de 1984 y acceder a los torneos de División Intermedia. Para el siguiente año, Juventud La Joya logró posicionarse en los primeros puestos de la Segunda División. Accedió a la liguilla final se la División Intermedia, donde obtuvo el cupo para jugar primera profesional para el siguiente año.
En el año 1985, Juventud La Joya, obtiene el auspicio del Banco Latino. Desde entonces tuvo el apelativo de “La Joya Latina”. Con este apoyo, el club, milita en la profesional. El club se posicionó en el octavo lugar del Torneo Metropolitano. Luego jugó el playoff contra el Deportivo Cooptrip, ganando 2 - 0 de local y 8 - 0 de visitante. Para el Torneo Descentralizado, se posiciona en el puesto catorce. Para la temporada 1986, el club ubica en el puesto 10 del Torneo Metropolitano y juega la División Intermedia, donde logra la permanencia de la categoría.
Para la temporada 1987, el club se fusiona con el Club Centro Iqueño, para formar el equipo de La Joya-Iqueño. En el Torneo Metropolitano, La Joya-Iqueño se ubicó en el octavo puesto y logra salvar la permanencia de la categoría en la División Intermedia. Para el siguiente año, la empresa de Textiles Meteor, patrocinia al club. Por lo tanto, al inicios del campeonato el club fue denominado como La Joya-Meteor. Para el campeonato de 1988, La Joya-Meteor integra el grupo B, del Torneo Metropolitano, ubicándolo en la quinta casilla. Luego pasa a jugar al Torneo Descentralizado B - Región Metropolitana, en este torneo logra posicionarse en el tercer puesto.
Para el siguiente año, la empresa de Textiles Meteor compra al club. Durante el torneo de 1989, cambia su denominación a Meteor Sport Club (también llamado a en esa época como Meteor S.C. ó Sport Meteor). También de localidad a Lima (cuando descendió a la segunda profesional). Finalmente,  Juventud La Joya desapareció.

## Entrenadores

### Juventud La Joya
- Luis Pau (1984-1985)
- Miguel Company (1985)
- José Fernández Santini (1985)
- Diego Agurto (1985)
- Víctor Zegarra (1986)
- Marcos Calderón (1987)
- Walter Milera (1987-1988)
- Luis Cruzado (1988)
- Percy Barriga (1989)

### Juventud La Joya-Meteor S.C.
- Roberto Di Plácido (1990)
- Percy Rojas (1990)
- José Chiarella (1990)

## Jugadores
- Mariano Negri
- Jorge Gómez Panduro
- Pedro Belber
- Diego de Marziani
- César Cáceres
- Carlos Guido
- Alejandro Baza
- Carlos Avilés
- Percy Maldonado
- Juan Ruiz
- Juan Cáceres
- José Cañamero
- Silverio Gonzáles
- Salvador Salguero
- Julio César Antón

## Evolución de Uniformes

#### Juventud La Joya 1971-1986
| Titular 1 | Titular 2 | Titular 3 | Titular 4 | Titular 5 | Titular 6 | Titular 7 |  |

#### La Joya-Iqueño 1987
| Titular 1 | Titular 2 | Titular 3 | Titular 4 | Titular 5 |  |

#### La Joya-Meteor 1988
| Titular 1 | Titular 2 | Alterno 1 | Alterno 2 | Alterno 3 |  |

## Datos del club
- Temporadas en Primera División: 4 (1985-1988)
- Temporadas en Segunda División: 1 (1984)

## Palmarés

### Torneos regionales
- Liga Departamental de Lima: 1982.
- Liga Provincial de Huaral: 1982.
- Primera División de Chancay: 1982.
- Segunda Distrital de Chancay: 1972.
- Tercera Distrital de Chancay: 1971.

## Patrocinador
| Periodo   | Patrocinador    |
| --------- | --------------- |
| 1985–1987 | Banco Latino    |
| 1988      | Textiles Meteor |

## Relacionado
- Meteor Sport Club

## Nota
- Inicialmente, Meteor Sport Club fue conocido como Meteor Sport Club de Chancay. Ya que, utilizó la misma localía del Juventud La Joya, en sus partidos oficiales y los mismos uniformes. Sin embargo, con el paso del tiempo adoptó diseños propios en su indumentaria. A su vez, la administración del club es totalmente diferente e independiente del Juventud La Joya. Adicionalmente, cambió su localía a la capital de Lima.